# مقبرة 24
مقبرة 24 وتعرف عالميا باسم مقبرة WV24، هي مقبرة مصرية قديمة تقع في وادي الملوك، مصر. لا يظهر القبر بأنه قد دفن فيه أفراد من الأسرة الثامنة عشرة. ومع ذلك، فقد أستخدم لاحقًا في الفترة الانتقالية الثالثة لدفن خمسة أفراد على الأقل، من بينهم طفل رضيع.